# Leiostyla lamellosa
Leiostyla lamellosa је пуж из реда Stylommatophora и фамилије Lauriidae.

## Угроженост
Ова врста је наведена као изумрла, што значи да нису познати живи примерци.

## Распрострањење
Ареал врсте је био ограничен на острво Мадеира.